# Gas nervino
Sotto la definizione generica di gas nervino (o neurogas) si comprendono degli aggressivi chimici volatili organofosfati impiegati a uso bellico.
Il loro effetto tossico, spesso letale, si basa sull'inattivazione transitoria (gli agenti più datati), o irreversibile (i composti di più recente introduzione), dell'enzima acetilcolinesterasi, che degrada l'acetilcolina. L'acetilcolina media la trasmissione degli impulsi dal sistema nervoso al muscolo nella placca neuromuscolare, e all'interno del sistema nervoso stesso (sinapsi colinergiche).
Come antidoto contro l'intossicazione da nervino vengono utilizzate alcune ossime quali la pralidossima; inoltre alcuni competitori recettoriali per l'acetilcolina, come l'atropina, possono, inibendone l'effetto, limitare i danni causati dai nervini e salvare così la vita agli intossicati. L'atropina, sostanza ricavata dai frutti d'una pianta (l'Atropa belladonna), antagonizzando - a livello di recettore colinergico - l'effetto dell'acetilcolina non più distrutta dall'enzima inibito dal nervino, limita gli effetti dell'avvelenamento.

## Storia ed evoluzione
I primi gas nervini furono approntati dalla Bayer nella Germania nazista nel decennio 1934 - 1944 (il tabun fu sintetizzato da Gerhard Schrader a Leverkusen tra il 1934 e il 1936 durante ricerche finalizzate alla messa a punto di insetticidi); successivamente vi si dedicarono anche ricercatori statunitensi e sovietici.
Al momento della resa del Terzo Reich, gli Alleati s'impossessarono di diverse tonnellate di gas nervini caricate in proiettili d'artiglieria e immagazzinati nel porto tedesco di Lubecca. Sul motivo per il quale i nazisti non ne fecero impiego bellico si è congetturato a lungo: si sa che il giovane Adolf Hitler, sul finire della prima guerra mondiale, rimase quasi cieco in seguito a un attacco chimico nemico (fu durante il ricovero all'ospedale militare di Pasewalk che apprese la notizia dell'armistizio dell'11 novembre 1918 che pose termine al conflitto), per cui c'è chi sostiene che fu incerto sul loro utilizzo per paura di rappresaglie, e per l'esperienza personale degli effetti devastanti di tali veleni.
La produzione di tabun venne comunque intrapresa presso il complesso industriale "Rokita SA", a Dyhernfurth sull'Oder (da dopo la guerra Brzeg Dolny, nella regione polacca della Bassa Slesia), nel 1942; dopo il conflitto i proiettili caricati a gas vennero fatti affondare nel mar Baltico e in una fossa oceanica al largo della Florida.
Durante la Guerra Fredda non vennero utilizzati gas tossici in Europa, ma gli statunitensi furono accusati d'averli impiegati nel biennio 1951-1952 nella guerra di Corea (mancano prove tangibili del fatto) contro cinesi e nordcoreani, e anche nella guerra del Vietnam (1964-1975). Vennero sicuramente impiegati dagli egiziani contro i nord-yemeniti nel periodo 1962-1965, e a più riprese dagli iracheni di Saddam Hussein (1981, 1984, 1987) per bloccare le offensive iraniane sullo Shatt al-'Arab. Mancano anche le prove d'un loro concreto impiego da parte dei russi contro la resistenza afghana (1979-1988) e da parte dei vietnamiti contro i cambogiani di Pol Pot nel periodo 1978-1989.
L'opinione pubblica venne a conoscenza dell'esistenza di queste sostanze nel 1968 in seguito all'accidentale perdita di gas da un aereo militare statunitense in volo su Dugway, nello Utah. In tale occasione, il gas (probabilmente di tipo VX) sterminò all'istante un gregge di pecore.
Oggigiorno, le armi chimiche sono ormai divenute troppo poco efficaci contro un esercito tecnologicamente attrezzato, e presentano, inoltre, eccessivi inconvenienti di ordine tattico: possono ritorcersi contro chi le usa (scarsa selettività); inoltre rendono il terreno attaccato difficilmente occupabile in tempi ravvicinati. In breve, l'impiego delle armi chimiche risulta troppo poco specifico, in quanto sembra non presentare controindicazioni soltanto come mezzo di sterminio di massa nei riguardi di popolazioni inermi (sterminio dei Curdi a Halabja, Iraq settentrionale, 1988). Infatti, benché la maggior parte degli arsenali chimici sia in possesso degli Stati Uniti e dei paesi appartenenti alla disciolta Unione Sovietica, si ritiene che vi siano almeno 15 Paesi nel mondo attualmente impegnati in programmi militari che prevedono l'utilizzo di queste armi. Altri Paesi si trovano ad affrontare seri problemi per la presenza, sul loro territorio, di residuati inesplosi risalenti alle innumerevoli guerre di questo secolo (si calcola che, nella sola Cina, siano disperse 500.000 - 1.000.000 munizioni chimiche) e molti terreni impregnati di aggressivi chimici risultano tuttora inadatti alle colture (anche a settant'anni di distanza, come a Verdun, in Francia).
Nel 1998 gli Stati Uniti bombardarono con un missile da crociera Tomahawk un impianto chimico in Sudan ufficialmente adibito a industria farmaceutica, ma - con ogni probabilità - destinato a scopi bellici, così come più volte fecero negli anni 1988-1992 con la fabbrica di Rabta, nella Libia di Muʿammar Gheddafi. Nel marzo 2003 il presidente statunitense George W. Bush e il premier britannico Tony Blair utilizzarono informazioni dei servizi segreti circa presunti arsenali di gas tossici (dichiarate poi errate dallo stesso Blair), come pretesto per dar l'avvio all'invasione dell'Iraq allo scopo di cacciare Saddam Hussein e occupare militarmente il Paese mediorientale, ma mai sono stati trovati tali arsenali.
Nel mese di agosto 2013, l'organizzazione umanitaria "Medici senza frontiere" ha dichiarato di aver riscontrato segni e sintomi di avvelenamento da nervini nella popolazione civile delle regioni orientali della Siria, quelle comprese tra i fiumi Tigri ed Eufrate, attribuiti ad azioni militari condotte dal presidente siriano Bashar al-Assad, che ha però negato ogni responsabilità.
L'unico attentato terroristico che ha fatto uso di gas nervino fu quello alla metropolitana di Tokyo nel 1995, da parte degli adepti della setta Aum Shinrikyō; in esso fu usato il sarin.

### La guerra NBC
La guerra NBC ha lo scopo di utilizzare armi strategiche di distruzione di massa sia in ambito strategico, sia tattico. A essa si contrappone la difesa contro le armi non convenzionali (Difesa N.B.C.), che - viceversa - ha lo scopo di far proseguire le operazioni belliche nei teatri di guerra interessati, attenuando i danni provocati da un attacco con tali armi di supremazia (tutte le armi N.B.C. sono di tipo "non convenzionale"). La difesa chimica consiste in un complesso di misure e di procedure volte a prevenire, e, se ciò non fosse possibile, a limitare e a curare i danni provocati dagli aggressivi chimici. La dizione "N.B.C." ha sostituito la precedente "A.B.C." (Atomica - Batteriologica - Chimica). La branca della guerra NBC che si occupa in modo specifico dell'impiego degli aggressivi chimici e dei veleni di qualsiasi genere prende il nome di "Guerra Chimica".
Gli agenti neurotossici sono, invece, più moderni e letali. A essi si riconducono i nervini. Ne bastano quantità infinitesime per uccidere una persona: già con bassissime quantità si verificano nausea, vomito, diarrea, crampi addominali; per quantità via via maggiori, si verificano perdita di coscienza, accompagnata da convulsioni, arresto circolatorio e respiratorio, paralisi e morte; il tutto avviene nel giro di pochi minuti.

## Classificazione degli aggressivi nervini
Gli organofosforici d'impiego bellico si distinguono in agenti singoli (un unico composto tossico), o, come più spesso si sintetizzano oggigiorno per motivi di segretezza di formula chimica nonché di sicurezza nello stoccaggio, in agenti binari (miscela di due, o più, gas inerti, se singolarmente inalati, ma altamente letali se i singoli gas componenti vengono inspirati contemporaneamente). Questi neurogas vengono generalmente caricati in bombe da aeroplani, in testate di missili, in granate (per cannoni, obici, mortai), oppure impiegati per irrorazione da aerei o da elicotteri. I loro requisiti sono:
- un basso punto di ebollizione, cosicché la transizione di stato liquido-vapore è istantanea e spontanea;
- un'elevata densità rispetto al peso specifico dell'aria; tale caratteristica li rende adatti a stratificare in basso, "ad altezza d'uomo"; una stabilità chimico - enzimatica, nonché ambientale, tale da renderli non eccessivamente degradabili.

La persistenza ed, in minor modo, la pericolosità di suddetti gas sono, pertanto, imputabili a questa caratteristica.
I gas nervini appartengono tutti alla categoria dei composti organofosforici. 
I proiettili d'artiglieria e le bombe sono attualmente caricate con i neurogas di tipo binario. Al loro interno, la miscela gassosa neurotossica si crea solo al momento della esplosione, in quanto i singoli componenti gassosi sono inattivi, in quanto, fino al momento del lancio, sono separati da una divisoria cui è collegato un esplosivo convenzionale (T.N.T.) e una spoletta a percussore. Questi sono aggressivi chimici neurotossici sistemici di inaudita potenza, di spaventosa efficacia, ma anche di straordinaria pericolosità.

### Triloni o agenti "G"
Sono tutti di tipo non binario e sono stati sintetizzati per la prima volta nel ventennio 1930-1950, soprattutto a opera della Germania nazista, che, però, non ne fece uso durante il secondo conflitto mondiale (anche se gli alleati scoprirono diverse testate di razzi V2 caricate con triloni). Il Tabun inibisce il 50 % della colinesterasi degli eritrociti (i globuli rossi possiedono una variante, "isoenzima", della acetilcolinesterasi neuronale; l'enzima eritrocitario è denominato "pseudo-colinesterasi", o "falsa colinesterasi", per distinguerlo dalla variante nervosa, che è più specifica e più affine al substrato) già alla concentrazione di 3,95 × 10-6 mg/kg corporei; iniettato nel gatto anestetizzato, provoca caduta della pressione arteriosa e bradicardia se la dose è superiore a 0,06 mg/kg di peso; nell'animale atropionizzato (1 mg/kg) lo stesso effetto si verifica soltanto alla dose di 0,25 mg/kg, in quanto l'atropina compete con il tossico a livello del bersaglio enzimatico, e accresce del 48% la resistenza al tossico. Il Sarin è notevolmente più tossico del Tabun dal momento che esercita un'azione vagomimetica anche periferica (sui recettori muscolari di tipo muscarinico), oltre che a livello centrale (sui gangli del sistema nervoso, che possiedono recettori di tipo nicotinico). Quindi, il Sarin è meno selettivo del Tabun, in quanto colpisce sia il recettore muscarinico, sia il recettore nicotinico. A dosi esigue il Sarin facilita la trasmissione neuromuscolare (trasmissione dell'impulso nervoso dal sistema nervoso ai muscoli); a dosi lievemente più elevate la paralizza irreversibilmente. La facilitazione indotta dal Sarin è abolita dalla curarizzazione (il curaro interferisce a livello della sinapsi neuro-muscolare con l'azione del Sarin), mentre la curarizzazione può essere rimossa col Sarin soltanto nello animale atropinizzato, data la notevole tossicità delle dosi di Sarin necessarie allo scopo.
Poiché uno dei primi sintomi provocati dall'intossicazione dovuta alla maggior parte degli anticolinesterasici è il difetto oculare di accomodazione per la visione da vicino, si è dato a tale disturbo un valore di "spia d'allarme" e in quasi tutti gli eserciti si sono addestrati i reparti di combattimento (e non solamente quelli delle prime linee) a riconoscerlo immediatamente. Allo stato di vapore gli anticolinesterasici bellici non attraversano la cute integra (eccezion fatta per le azoipriti), mentre l'attraversano facilmente quasi tutti allo stato liquido (tranne il Tabun), in considerazione della lipofilia della loro struttura molecolare. Tra i fluorofosfonati alchilici venne prospettato l'uso, in qualità d'aggressivo bellico, soprattutto del diisopropil fluorofosfato (DFP) e, tra i fluoroacetati del fluoroacetato di metile, quale veicolo possibile d'inquinamento dell'acqua potabile, essendo questi composti totalmente inodori, insapori, incolori, non idrolizzabili, altamente tossici, sebbene poco miotizzanti.
I Triloni sono tutti dotati di tossicità elevatissima, essendo anticolinesterasici praticamente indistruttibili (vita media di molte decine di anni). La loro sintesi si ottiene mediante una condensazione alcoolica del tipo:
Radicale alcoolico + Radicale ossigeno-fosforico → Organofosforico.
La loro formula generale di struttura chimica si presenta così:
```
                R2

                  |°
   
        R1  -  P = O / S

 
               |°

 
               X (F / CN / NH3 / OR3 / SR3)
```

Sono modicamente idrosolubili e mediamente liposolubili, pertanto, sono in grado d'attraversare la cute, e il soggetto viene egualmente avvelenato, anche qualora avesse indossato la maschera antigas. Sono abbastanza volatili e persistenti, cosicché risultano pericolosi per chi li libera nel caso che il vento cambi rapidamente di direzione e li risospinga dal campo avverso al mittente. Sono lentamente e modicamente idrolizzabili (inattivabili) in ambiente alcalino (pH > 7), e hanno un'elevatissima efficacia, perché piuttosto rapidi. Penetrano in tutti i materiali porosi, inclusi i muri delle case. La protezione efficace nei loro riguardi si ottiene soltanto con una tuta integrale apposita (anti guerra chimica), che non consente la traspirazione cutanea, ed è, perciò, terribile da sopportare in ambienti caldi o caldo-umidi.

### Amitioni ed esteri del tammelin o agenti "V"
Molte informazioni su di loro sono coperte dal segreto militare, esclusi alcuni, la loro formula di struttura chimica è conosciuta, esempio quella del VX.
Sono tutti assai più pericolosi dei triloni, perché sono molto liposolubili (attraversano facilmente la cute), non volatili, molto persistenti, ed, inoltre, non sono rilevabili dal soggetto, essendo incolori, insapori, inodori. Penetrano velocemente anche attraverso i muri delle case.

## Gli agenti nervini d'uso bellico
Gli agenti singoli sono i più datati (1934 - 1950) e comprendono il Tabun, il Sarin, il Soman e il VR - 55 (una miscela sovietica di Soman, Ciclosarin e GV adsorbita su polvere di idrossido di alluminio e silice). Questi aggressivi furono scoperti in seguito a studi sugli insetticidi, nel corso d'indagini ventennali: difatti, numerosi fra tali insetticidi possiedono una struttura chimica simile, e sono dotati di un meccanismo d'azione sovrapponibile a quello degli aggressivi organofosforici. Tutti i derivati organici del fosforo sono le sostanze più tossiche note: agiscono con un identico meccanismo d'azione, bloccando l'attività enzimatica di processi vitali per inibizione non competitiva delle colinesterasi. I nervini sono - però - agenti subdoli. Sono liquidi incolori, e, tranne il Tabun (che possiede un leggero odore di frutta) e il Soman (che odora lievemente di canfora), inodori. Se presenti in aria ad altezza d'uomo, possono attraversare anche la mucosa oculare, dal momento che non vengono idrolizzati dalle lacrime (sono scissi lentamente dall'acqua). 
- Tabun (N,N-dimetilfosforammidocianidato di etile): noto come Agente GA, fu il primo nervino a esser stato sintetizzato dai tedeschi nel 1934. È, altresì, noto col codice "Trilone-83", ed è un liquido limpido, inodore e incolore, solubile in acqua, ove lentamente s'idrolizza, liberando acido cianidrico (libera tale composto tossico per i mitocondri, gli organelli cellulari deputati alla respirazione ossidativa per la produzione d'energia, anche in seguito all'esplosione dei proiettili che lo contengono). È, quindi, oltre che un nervino, anche un classico tossico generale. Non è in grado di attraversare la cute integra, se non dopo un lungo periodo di contatto. La sua DL 50 (per iniezione intra-peritoneale) per la cavia è di 0,6 mg/kg.
- Sarin (metilfosfonofluoridato di isopropile): sintetizzato dai tedeschi nel 1939, l'Agente GB è noto anche col codice "Trilone-46", e ha una tossicità assai più elevata del precedente, con una DL 50 (intraperitoneale) per la cavia di 0,4 mg/kg. È anch'esso un liquido inodore e incolore, più volatile del Tabun, e, rispetto a questo, più resistente al calore. Viene prodotto dalla miscelazione del tricloruro di fosforo col fluoruro di sodio e con l'isopropile in un solvente (acetonitrile) che serve per farlo evaporare.
- Soman (metilfosfonofluoridato di trimetilpropile): l'Agente GD, d'origine sovietica, possiede una variante assai più "maneggevole", l'Agente GF (la sua forma adsorbita su polvere inerte, che costituisce il tipo VR-55). È un liquido estremamente stabile, pochissimo idrolizzabile (anche in presenza di alcali), leggermente odorante di canfora, o di frutta; ha un colore leggermente bruno e appare molto denso e viscoso. È circa 10 volte più tossico del Sarin.
- VR-55: È una forma del Soman.

- D.F.P. (diisopropil fluorofosfato): fluorofosfonati alchilici, a questo gruppo appartiene il diisopropilfluorofosfato (DFP), solubile in acqua, facilmente idrolizzato in ambiente alcalino (ma debolmente e lentamente in acqua) formando acido diisopropil ortofosforico e acido fluoridrico (HF). Si tratta di un liquido incolore, insapore, con odore aromatico, ideale per avvelenare acquedotti e riserve idriche. È un inibitore selettivo delle pseudo-colinesterasi, con una DL 50 intraperitoneale per la cavia di 4 mg/kg.
- AGENTI BINARI: sono i più recenti e sono stati sviluppati dagli anni '50 dagli inglesi prima e dagli americani in seguito. Sono noti i seguenti amitioni, di cui non di tutti si conoscono i dettagli specifici, essendo tuttora coperti da segreto militare per motivi di sicurezza nazionale, ma di alcuni si conosce la formula chimica.
- VX: Sintetizzato nel 1951 per la prima volta in Gran Bretagna, il suo brevetto venne presto ceduto agli Stati Uniti in cambio di aiuto tecnologico per la costruzione della prima bomba atomica britannica. La formula bruta del gas è la seguente: C11H26NO2PS (O-etil-S-[2-(diisopropilammino) etil]metilfosfonotiolato), e la sua variante più recente (metil tiofosfonato di S-dimetilamminoetile). È un gas binario in cui il principio attivo viene creato per miscelazione tra un composto di natura chimica top secret (principio "DF") con il diacetato.
- VE: O-Etil-S-dietilamminoetil etilfosfonotioato
- VG: conosciuto come Amiton, O,O'-dietil-S-dietilamminoetil fosfonotioato
- VM: conosciuto come Edemo, O-etil-S-dietilamminoetil metilfosfonotioato
- VP: O-[3,3,5-trimetilcicloes-1-il]-S-[piridin-3-il] metilfosfonotioato
- VR: O-isobutil-S-dietilamminoetil metilfosfonotioato
- VS: O-etil-S-diisopropilamminoetil etilfosfonotioato
- EA-3148 (Sostanza 100A, VC): O-ciclopentil-S-dietilamminoetil metilfosfonotioato

Esistono anche gli agenti VJ, VK, VN e VT ma non vi sono dati disponibili.

## Tossicologia
Gli agenti chimici della classe degli esteri organofosforici provocano, negli animali colpiti, una paralisi di tipo spastico (tetanica) delle sinapsi nervoso-muscolari di tipo colinergico. Il quadro clinico dell'intossicazione da organofosforici è diversissimo, in relazione alla via d'introduzione del composto velenoso. Le manifestazioni cliniche sono sempre le medesime, comunque muta l'ordine di comparsa dei segni e dei sintomi clinici in base alla modalità d'assunzione del tossico.
Si tratta di gas neurotossici sistemici appartenenti alla categoria degli anticolinesterasici (sinaptico-tossici). Essi agiscono alterando permanentemente l'enzima acetilcolinesterasi, bloccando, di fatto, le giunzioni neuromuscolari, tutte le sinapsi nervose che contengono tale enzima, e tutti i tessuti che esprimono recettori di tipo colinergico.
La inibizione dell'enzima colinesterasico, provoca un accumulo di neuromediatore chimico, l'acetilcolina, responsabile ultimo del decesso. Si verificano caduta della pressione ematica (sanguigna) in seguito a vasodilatazione massiva, spasmi e crampi bronchiali con sintomi di soffocamento, tosse persistente, movimenti oculari incoordinati, cianosi, vomito continuo, paralisi muscolare tonica con tetanismo (movimenti muscolari involontari e inarrestabili). La gravità dei sintomi è direttamente proporzionale al quantitativo di tossico assorbito; il decesso, in ogni caso, sopraggiunge nello spazio di 2-10 minuti, principalmente per crisi cardiaca (con successivo arresto) e/o per asfissia da paralisi diaframmatica-intercostale. Iniezioni d'atropina e respirazione artificiale possono, in qualche caso, far superare la crisi.
Gli effetti clinici dovuti all'inibizione delle colinesterasi e delle acetilcolinesterasi non possono essere verificati in vivo negli organi bersaglio (sinapsi). Nel sangue sono, però, presenti due tipi di colinesterasi utili a una formulazione diagnostica dell'avvelenamento acuto da esteri organofosforici (molto meno validi, invece, nella diagnosi dell'avvelenamento cronico, da dosi subletali ripetute nel tempo): l'acetilcolinesterasi (AChE) eritrocitaria-sinaptica, detta "colinesterasi vera" e la butilcolinesterasi plasmatica (ChE) o pseudocolinesterasi. Generalmente, nelle analisi ematochimiche routinarie si esegue il dosaggio di quest'ultima, che, essendo solubile e plasmatica, è agevole da ricercare, sebbene offra un parametro grossolano dell'attività colinesterasica totale dell'organismo. Il dosaggio dell'acetilcolinesterasi eritrocitaria è assai più dispendioso e non si esegue di routine, ma solo su richiesta specialistica. L'acetilcolinesterasi eritrocitaria è del tutto identica a quella sinaptica (neuromuscolare); però, la sua inibizione nel tessuto "specchio", vale a dire gli eritrociti, da parte degli esteri fosforici non sempre riflette quella del tessuto "bersaglio", ovvero il sistema nervoso, in quanto ogni composto inibitore possiede differente accesso ai rispettivi due distretti anatomofisiologici. Inoltre, è nota da tempo una discreta variabilità interindividuale dei valori dell'acetilcolinesterasi eritrocitaria, mentre l'entità di tale variabilità a livello sinaptico è pressoché sconosciuta.
Anche il cosiddetto "numero di dibucaina", connesso all'attività colinesterasica è geneticamente determinato, e quindi variabile da individuo a individuo. 
Pertanto, solamente in caso d'intossicazioni acute con livelli d'inibizione particolarmente elevati v'è la certezza d'un rapporto vicino all'unità (prossimo, vale a dire al 100 %), che venga rispettato, tra inibizione dell'enzima nel sistema nervoso e quella, direttamente misurabile, negli eritrociti (rispetto della correlazione). 
Infine, esiste una differente distribuzione dell'inibitore, in termini di ripartizione delle concentrazioni, nei due sopracitati distretti, e una marcata diversità di comportamento per un eventuale effetto della terapia specifica con le ossime, riattivatori specifici dell'acetilcolinesterasi organofosforilata, che attraversano con estrema difficoltà la barriera ematoencefalica; ne consegue che la difficoltà d'attraversamento della precedentemente descritta barriera anatomofisiologica da parte degli antidoti al tossico si riflette in una quantità spesso insufficiente di antidoto a livello del sistema nervoso centrale, tale da non poter comunque neutralizzare gli effetti letali. 
Per il dosaggio dell'acetilcolinesterasi eritrocitaria nelle intossicazioni da carbammati, occorre tener presente la breve emivita in circolo di tali composti, e, di conseguenza, la loro breve durata d'azione per inibizione reversibile dell'enzima e la difficoltà tecnico - analitica legata alla possibile decarbamilazione del complesso enzimatico in vitro, durante la preparazione del campione biologico.
In caso di livelli fisiologici, o di lieve riduzione dei livelli di acetilcolinesterasi, in presenza di anamnesi e di sintomatologia positiva per intossicazione, deve essere seguito preferibilmente il criterio di valutazione clinica e non quello del dosaggio delle concentrazioni dell'enzima. Le pseudocolinesterasi sieriche possono anch'esse venir inibite dagli esteri organofosforici; trattandosi, però, d'enzimi differenti rispetto all'acetilcolinesterasi, queste possono esser inibite da un certo composto organofosforico in minore o maggiore misura, trattandosi anche d'enzimi dotati di un elevato grado di polimorfismo genico. La mancanza di un'azione fisiologica delle colinesterasi sieriche, in aggiunta alla loro ampia variabilità individuale, limitano il loro utilizzo a scopo diagnostico in caso d'intossicazione acuta. Il loro dosaggio potrebbe essere, comunque, utile come test d'esposizione a organofosforici che possiedano particolare affinità per questi enzimi.
La paralisi spastica o paralisi tetanica è del tutto simile a quella provocata dalla tossina tetanica. Il soggetto colpito non riesce più a controllare la muscolatura volontaria (scheletrica), pur non perdendo conoscenza.
Egli diviene affetto da una sindrome neurovegetativa potenzialmente letale, dal momento che la liberazione del neuromediatore colinergico (ACh, acetilcolina) avviene del tutto normalmente da parte della terminazione nervosa. Ciò che risulta impedito è la sua distruzione nei precursori, la colina e l'acetato. Ovvero, quel che non è più permesso è l'inattivazione del neurotrasmettitore, cosicché la stimolazione dell'effettore post-sinaptico continua in eterno (il tessuto muscolare scheletrico, liscio e cardiaco, il neurone colinergico post sinaptico). Infatti, il neurogas non è inattivabile dai complessi enzimatici sistemici, e si comporta, pertanto da inibitore non competitivo dell'enzima.
La sua efficacia-pericolosità consiste proprio nel fatto che, fino a quando non venga creato ex novo un sistema enzimatico colinolitico che sostituisca quello inattivato dall'organofosforico, esso continua ad agire provocando danni irreparabili. E, poiché, trascorrono diversi mesi perché l'organismo possa produrre nuovo enzima, la morte è il destino inevitabile dell'individuo avvelenato. In pratica, la resintesi del complesso enzimatico avvelenato è assai lenta nel tempo, la tossicità del neurogas ha tutto il tempo di uccidere il soggetto colpito.
I sintomi tipici dell'avvelenamento da organofosforici sono riconducibili a quelli dovuti ai classici composti anticolinesterasici parasimpaticomimetici ("colinomimetici", in quanto imitano l'azione dell'acetilcolina, sovrastimolando le strutture a valle della sinapsi). Pertanto, in questa peculiare tipologia d'avvelenamento, si sommeranno gli effetti della sovrastimolazione ("overshoot") sia a carico dei recettori di tipo nicotinico sia di tipo muscarinico:
- tutte le muscolature lisce involontarie dei vari organi e tessuti risulteranno contratte, e ciò produrrà ipertensione arteriosa, blocco esofago-gastro-intestinale, stipsi, asfissia da broncocostrizione e da paralisi diaframmatica;
- abolizione del riflesso oculare alla luce, miosi pupillare, abolizione della visione da lontano;
- tutte le ghiandole sono indotte a secernere massivamente (si avrà, così, scialorrea, sudorazione profusa, rinorrea, iperlacrimazione (epifora), broncosecrezione con rischio di asfissia ab ingestis, ulcere da ipersecrezione gastro-epato-pancreatica);
- il sistema cardiovascolare è sotto continua pressione (ipertensione arteriosa, bradicardia, eventuale blocco cardiaco letale);
- la muscolatura volontaria non risponde più agli ordini del cervello; essa è perennemente e dolorosamente contratta (sono presenti tremore, spasmo, tetania, crampo, formicolio, riso sardonico, trisma, parestesia come sensazione di solletico e di prurito);
- è abolita ogni funzione relativa al movimento.

Gli inibitori dell'acetilcolinesterasi (ChE) possono essere di tipo reversibile, come la fisostigmina, che viene distrutta dalle colinesterasi animali e umane, oppure di tipo irreversibile, come gli organofosforici, appunto, che sono idrolizzabili solo da enzimi (fosforilfosfatasi) non posseduti dall'uomo e dagli animali. L'azione delle colinesterasi nell'idrolizzare il neuromediatore acetilcolina consiste in una transesterificazione, le cui fasi sono schematicamente così riassumibili (vedi fig. 2):
- A) L'estere (aceticolina, ACh) è dapprima legato fisicamente all'enzima (ChE):  ACh + ChE → ACh-ChE.
- B) Il substrato (acetilcolina), bersaglio altamente specifico dell'enzima, è idrolizzato (scisso per catalisi enzimatica), e viene rilasciata la base del suo attacco alla superficie dell'enzima:  ACh-ChE → Ch + A-ChE.
- C) L'enzima, che ora è acetilato, è istantaneamente (meno di 1 millisecondo) idrolizzato dall'acetile, così da essere ripristinato. La rigenerazione dell'enzima è indispensabile per ripetere all'infinito il ciclo di inattivazione dell'acetilcolina:  A-ChE + H2O → ChE + A.

In questa fase si differenzia l'azione degli inibitori reversibili (competitivi) dell'enzima da quella degli inibitori irreversibili (non competitivi); i primi, infatti, permettono la restituzione di un enzima perfettamente integro e funzionante, i secondi non lo fanno. Gli inibitori ad azione breve, reversibili, sono esteri che ingranano nella sequenza della transesterificazione con la formazione di un enzima carbamilato, anziché, come fisiologicamente (normalmente) avviene acetilato; il composto viene liberato lentamente, per rigenerare un enzima perfettamente funzionante. Gli inibitori irreversibili (neurogas organofosforici) reagiscono potentemente, ingannando l'enzima, e formando un composto estremamente stabile, che non può praticamente più essere liberato; pertanto, l'azione farmacologica (e tossica) persiste fino alla sintesi di nuovo enzima, ammesso che il malcapitato ne abbia il tempo. Tutti i composti, reversibili o irreversibili, sono strutturalmente dei falsi bersagli (assomigliano assai al vero substrato dell'enzima, la colina appunto), e, per tal motivo, ingannano l'enzima. Gli aggressivi organofosforici a uso bellico, in quanto fortemente tossici anche per i mammiferi, non trovano impiego come antiparassitari (tossici sugli invertebrati, alle comuni dosi, e sugli animali superiori solamente a concentrazioni assai elevate). Queste sostanze chimiche producono un blocco enzimatico definitivo, svolgendo un'azione tossica sistemica squisitamente elettiva.
L'ubiquità delle sinapsi aggredite, la scarsa protezione di cui queste godono rispetto al protoplasma cellulare e la loro sensibilità a dosi infinitesime, o, comunque, straordinariamente piccole, di tali sostanze spiegano chiaramente la rapidità con cui il quadro tossico si istituisce e la sua gravità, nonché i suoi diversi aspetti fenomenologici, in relazione alle vie di penetrazione dell'aggressivo e alle diverse fasi dell'intossicazione sistemica.
Per la valutazione dell'efficacia (intesa come letalità d'azione) e della correlata pericolosità d'una sostanza tossica, si fa riferimento all'indice di Haber (dal nome dello scopritore, il tedesco Fritz Haber), o al semi-indice letale (IL/2). Tale indice si ricava sperimentalmente dalla formula:
IL/2 = [concentrazione tossico in aria] × tempo (minuti) d'esposizione × VR/ P,
dove "VR" è il volume respiratorio in un minuto, e "P" è il peso dell'animale in chilogrammi.
Poiché VR = K, ovvero è una costante per uno specifico animale nel tempo, e mantenendo costante il tempo d'esposizione al tossico si può riscrivere la formula nel modo seguente:
t(esposizione) = T,
ovvero:
K×T / P ~ VR / P.
Considerando il volume respiratorio costante nel tempo per un qualsiasi animale, e che l'animale respiri una concentrazione costante di tossico nell'aria, si verifica che:
Δ[tossico] = ([tossico inspirato] - [tossico espirato]),
e che K × [tossico in aria] ~ Δ[tossico].
La formula finale è:
IL / 2 =  T × Δ[tossico] / P,
ovvero:
T (min. esposizione) * Δ[tossico] / P (kg) = DL 50.
Vale pure DL 50 = IL / 2 , dove "DL50" rappresenta la dose semiletale, ossia la dose di tossico necessaria a causare la morte in metà dei soggetti esposti.
Vista la struttura generale degli organofosforici:
```
                                                         R1
 
                                                         |
  
                                                   S(O)=P- O[X]

 
                                                        |

 
                                                        R2
```

con "R1" e "R2" che possono essere alchili, arili, o altri gruppi (sostituenti chimici), mentre "X" è rappresentato dal gruppo acidico (P-nitrofenile, diclorovinile, etc.), che si stacca in seguito all'interazione con l'enzima bersaglio.
Il legame caratteristico "P=S" viene in vivo ossidato a "P=O" da parte degli enzimi microsomiali epatici, che biotrasformano l'organofosforico in un composto ancor più tossico (processo d'induzione, o di attivazione metabolica).
In verità, oltre alle reazioni d'attivazione metabolica, si verificano anche reazioni di deattivazione metabolica, quali l'idrolisi, la dealchilazione, la deesterificazione, ecc.
Ne consegue che la tossicità del composto chimico dipende dalla quantità relativa dello stesso disponibile effettivamente nei siti bersaglio, quantità derivante dal rapporto d'equilibrio dinamico tra reazione d'attivazione e reazioni di deattivazione.
Caratteristiche analoghe agli organofosforici sono detenute dai carbammati, che possiedono la seguente formula chimica generale:
```
        R1-N-R2

            |
          O=C-X
```

Le caratteristiche tossicologiche degli organofosforici e dei carbammati vanno ricondotte all'inibizione degli enzimi ad attività esterasica, tramite il legame col residuo serinico del sito catalitico (sito attivo) dell'enzima. Tale inibizione, con caratteristiche biochimiche simili a quelle della reazione tra enzima e substrato vero (gli organofosforici si comportano da falso substrato, ingannando l'enzima stesso), si determina mediante la iniziale formazione di un complesso enzima-inibitore ("complesso di Michaelis"), seguita dalla fosforilazione progressiva del sito catalitico dell'enzima, e rilascio, da parte dell'inibitore, del gruppo acidico. L'inibitore si fissa, così, permanentemente sul sito attivo dell'enzima, occultandolo al vero substrato, che lo troverà, di conseguenza, inaccessibile ("ingombro sterico". L'unica sostanziale differenza, che conduce, peraltro, a un esito tragico, per le sue implicazioni letali, e che consente la differenziazione tra substrati e inibitori (competitivi e non competitivi), consiste nella velocità di riattivazione dell'enzima libero, che corre parallelamente alla scissione catalitica del complesso enzima - substrato. L'enzima colpito è l'acetilcolinesterasi, deputato alla modulazione della trasmissione nervosa a livello delle sinapsi colinergiche e delle placche neuro-muscolari, strutture che restano completamente e perennemente bloccate.

## Antidoti
La terapia è, per definizione, sempre sintomatica (si verifica ad avvelenamento avvenuto), e si fonda sulla somministrazione di atropina (agente sul sistema neuromuscolare, periferico) e di benzodiazepine a lunga emivita (calmanti del sistema nervoso centrale e blandi sedativi, cui appartengono i ben noti Tavor e Valium).

È d'obbligo il ricorso all'atropina (vedi fig.4), un competitore per i recettori muscarinici rispetto all'acetilcolina. L'aggiunta dell'atropina è in grado di spiazzare il neuromediatore fisiologico (l'acetilcolina) dal recettore cellulare post-sinaptico. Inoltre, la somministrazione di atropina è in grado di annullare i sintomi della tempesta colinergica: in genere si somministra in boli di 2 mg ripetibili fino alla reversione della sintomatologia, che si ritiene convenzionalmente essere raggiunta quando le pupille assumono l'aspetto midriatico.
L'ossima, il composto chimico che rappresenta l'antidoto d'elezione in caso di avvelenamento da organofosforici, risulta efficace soltanto se assunta tempestivamente (vedi fig.3). Le ossime sono sostanze chimiche contenenti il gruppo =N-OH che derivano dalla condensazione di un chetone o di un'aldeide con l'idrossilammina, anche in ambiente non eccessivamente acido. In base al composto di partenza vengono, rispettivamente, distinte in aldossime e in chetossime. Le ossime non sono efficaci se somministrate tardivamente in caso di esposizione al Soman e agli Amitoni, poiché il primo distorce la conformazione spaziale dell'enzima, e i secondi occupano entrambi i siti catalitici dell'enzima; in ambo i casi, pertanto, non c'è possibilità per l'ossima di interagire con l'enzima, di qui l'estrema pericolosità di tali composti. A esposizione avvenuta, essendo l'enzima bersaglio già stato aggredito dal tossico nervino, l'antidoto d'elezione è la classe delle ossime (PAM o pralidossima mesilato; olidossima cloruro). Come protocollo profilattico-terapeutico ci si avvale della combinazione della pralidossima mesilato associata alla piridostigmina (la piridostigmina possiede il vantaggio di attraversare la barriera funzionale emato-encefalica, così da penetrare nel sistema nervoso centrale, e di essere dotata di un lungo effetto farmacologico).
Tutti gli amitioni e il Soman sono difficilmente antagonizzabili, poiché, a differenza degli altri gas nervini, provocano modificazioni sterico-strutturali nel sito attivo (catalitico) dell'enzima bersaglio, l'acetilcolinesterasi.

## Bonifica dell'ambiente contaminato
La bonifica degli aggressivi chimici è quel complesso di procedure atte a inattivare, per quanto possibile, tali composti tossici.
Negli anni '70, si pensò di affondare i fusti contenenti tossici pericolosissimi (nervini sequestrati alla Germania nazista) nelle fosse oceaniche, trascurando il fatto che l'acqua corroderà inevitabilmente i contenitori, e che tali tossici si inattiveranno molto lentamente in acqua, con le conseguenze che si possono ben immaginare. Le operazioni che si eseguono per risanare il terreno, i locali, i centri abitati, i materiali e i nodi strategici contaminati da aggressivi chimici sono complesse, dispendiose, e non sempre perfettamente ottenibili. Si mettono in opera solamente per gli aggressivi persistenti e per quelli semipersistenti, mediante processi fisici (calore), meccanici (asportazione o copertura con terra, sabbia, ecc. del terreno contaminato), chimici (con sostanze, cioè, che reagiscono chimicamente con l'aggressivo, rendendolo inerte, come la calce viva).
L'eventuale smaltimento delle scorte di aggressivi chimici presenta principalmente problemi d'ordine tecnico. Se tali armi possono essere realizzate anche con tecnologie relativamente semplici, quando qualunque Paese sia dotato di un minimo di industria chimica se ne può facilmente approvvigionare, non altrettanto semplici sono le tecnologie necessarie per distruggerle in condizioni di assoluta sicurezza per gli operatori, per le popolazioni, e per l'ambiente. Si ha spesso a che fare con imponenti quantitativi di testate chimiche affondate negli abissi oceanici, o collocate in non meglio precisate "discariche", che devono, per prima cosa, essere localizzate, e, quindi, recuperate le testate, prima che vengano corrose. Né si può riciclare a fini pacifici una testata chimica, a differenza di quella nucleare.
Un metodo possibile di smaltimento assai costoso, del resto, è quello della "bolla di fuoco". Si tratta di una combustione a cielo aperto (quindi, pur sempre una esplosione), in presenza di eccesso di combustibile tale da produrre elevatissime temperature, dell'ordine di 2.000 °C, che garantiscono la decomposizione chimica degli aggressivi. Questo metodo è stato impiegato all'indomani della Guerra del Golfo del 1991 per annientare il potenziale chimico iracheno, ma, anche se l'operazione si è conclusa rapidamente e senza il minimo incidente, esso ha ben limitate condizioni di impiego (ciò che si è potuto fare in pieno deserto non è minimamente pensabile in Paesi ad alta densità demografica e sotto il vigile controllo di un'attenta opinione pubblica; d'altronde è spesso non semplice anche il solo trasporto di questi materiali in luoghi idonei alla loro distruzione). Inoltre, si tenga presente il perenne problema della spada di Damocle, ovvero il rilascio del loro letale contenuto. La distruzione, poi, non può, ovviamente, avvenire per semplice esplosione, come per le testate convenzionali.

## Prevenzione dall'avvelenamento
La prevenzione primaria dell'avvelenamento è, invece, possibile unicamente se si riesce a individuare celermente il tipo di tossico agente in quell'istante preciso; infatti, il tipo di antidoto è specifico per quel tipo di sostanza tossica, al massimo per poche altre appartenenti a una identica classe farmacologica, o affini per struttura chimica e/o per modalità di azione. Come regola di massima, si può somministrare una sostanza che occupi il sito di legame dell'organofosforico sullo enzima; questa sostanza, però, non deve essere indistruttibile (vedi Fig.2, riquadro 2.1), bensì deve essere metabolizzabile dall'organismo (che, così, può liberarsene quando ha esaurito il suo compito protettivo) in modo da non essere essa stessa un nervino. Inoltre, tale sostanza deve essere lentamente metabolizzabile (infatti, se venisse immediatamente distrutta dall'organismo, renderebbe l'enzima libero di reagire col nervino, che non è ancora stato allontanato dal corpo, con le conseguenze facilmente immaginabili). I carbammati (fisostigmina o eserina, neostigmina, e altri farmaci della categoria) sono composti chimici che rispondono allo scopo. Sono questi dei competitori reversibili dell'acetilcolina a livello dell'enzima acetilcolinesterasi: svolgono, in pratica, lo stesso ruolo dei nervini (che sono, ricordiamolo, inibitori per competizione irreversibile), ancorandosi al loro stesso sito di legame sull'enzima, però, a differenza dei neurogas, sono facilmente idrolizzabili (distrutti) dall'organismo, in modo da creare solo temporaneamente una crisi da nervini; inoltre, sono idrolizzati lentamente dagli enzimi corporei, cosicché l'organismo ha tutto il tempo di allontanare i nervini (principalmente vengono escreti con le urine), prima che si renda libero il sito enzimatico al loro legame. Va da sé la considerazione che questo accorgimento va fatto in previsione di un attacco con nervini (profilassi antinervina), prima che l'organismo abbia modo di essere esposto al loro attacco.
I mezzi di protezione nella guerra NBC possono essere collettivi (ricoveri, rifugi, bunkers), o individuali (maschere antigas, tuta sopra al vestito totalbody, antidoti per gas venefici, corredo complementare anti-NBC). I filtri per le maschere antigas durano, generalmente, tra le 4 e le 10 ore. La durata del filtro dipende dalla natura e dalla concentrazione del gas da neutralizzare, dal tipo di filtro, dall'eventuale aumento della frequenza respiratoria (se, per esempio, il soldato deve muoversi o compiere sforzi fisici). Le maschere con filtri esauriti vanno bonificate (mentre il filtro si getta) con la sua esposizione ai vapori di formaldeide. 
La difesa individuale s'avvale dei seguenti mezzi:
- Maschera antigas, composta di facciale e scatola filtro contenente uno strato di carbone attivo (che trattiene gli aggressivi allo stato di vapore e di gas), e uno strato di una speciale massa di lana e di cellulosa (che trattengono le particelle in sospensione e gli aerosol). Contro gli esteri organofosforici, occorre anche un secondo filtro contenente speciali sostanze alcalinizzanti.
- Indumenti protettivi antitraspiranti, che rivestano integralmente il corpo; essi impediscono agli aggressivi diffusi nell'aria di giungere a contatto con l'epidermide, facile via di accesso per la loro penetrazione. Gli indumenti protettivi constano di sostanze sintetiche e sono un unico abito dalle scarpe al cappuccio. Presentano il notevole svantaggio di risultare intollerabili (perché antitraspiranti per definizione) specialmente nei climi caldi o caldo - umidi, e di non consentire il minimo approvvigionamento idrico al soggetto. Recentemente si stanno provando tessuti derivati dal Goretex per ovviare a questo gravoso problema.
- L'autoprotettore è un altro valido mezzo di difesa, che, per il suo peso e per l'elevato costo, è d'impiego limitato: trattasi d'un apparecchio che isola l'individuo dall'ambiente esterno, fornendogli l'ossigeno indispensabile alla respirazione per un paio d'ore al massimo.

La difesa collettiva consiste nella protezione contemporanea di più persone, e si attua in rifugi e ricoveri, che possono essere di tre tipi:
- Ermetici, vale a dire sufficientemente protetti, muniti di chiusure stagne di vario tipo, che, unitamente alle pareti, impediscono la penetrazione dei gas tossici.
- Filtranti, ovvero provvisti della capacità di aspirare aria pura, filtrata attraverso speciali filtri contenenti le medesime sostanze di cui sono composte le maschere antigas.
- A rigenerazione d'aria, ove l'aria dell'ambiente esterno viene riciclata tramite apparecchi originariamente previsti per i sommergibili, che la depauperano di anidride carbonica e l'arricchiscono in ossigeno.

Filtri e rigeneratori presentano lo svantaggio d'avere limitata efficacia temporale (sono soggetti a rinnovamento).
Si stima che, negli arsenali militari di tutto il mondo, siano "in giacenza" non meno di 100.000 tonnellate di aggressivi chimici. Se la cifra, paragonata al potenziale delle armi nucleari, o anche solo convenzionali, potrebbe apparire, a prima vista, persino esigua, spaventa pensare che queste sostanze abbiano effetto letale sull'uomo anche in quantità minime: da pochi grammi, nel caso degli aggressivi più "arcaici", e, quindi, meno sofisticati (la classe dei vescicanti, rappresentata, in primo luogo, dall'iprite) a non più di 10 milligrammi per quanto riguarda i micidiali gas nervini (che, tra l'altro, a quanto sembra, sono i più diffusi).